# Мелантий Руанский
Мелантий (лат. Melantius, фр. Mélance; умер в 601 или 604, Руан, Франкское государство) — глава Руанской архиепархии (577—584 и 586—601/604); святой (день памяти — 16 января).

## Биография
О Мелантии Руанском упоминается в нескольких средневековых исторических источниках. Наиболее подробный из них — «История франков», написанная его современником Григорием Турским. Также Мелантий упоминается в ещё одном современном ему источнике — послании папы римского Григория I Великого. В XII веке об этом руанском архиепископе писали Ордерик Виталий в «Церковной истории» и Тьерри Сен-Уэнский в трактате «Acta archiepiscoporum Rotomagensium». Упоминается Мелантий Руанский и в многочисленных списках глав Руанской архиепархии, наиболее ранний из которых датируется IX веком.
Мелантий взошёл на архиепископскую кафедру Руана в 577 году, став на ней преемником Претекстата. Его предшественник был обвинён королём Нейстрии Хильпериком I в поддержке его мятежного сына Меровея и способствовании браку того с Брунгильдой, вдовой короля Австразии Сигиберта I. На состоявшемся в Париже церковном соборе архиепископ Претекстат был признан виновным во всех предъявленных ему преступлениях и лишён священнического сана. Новым главой Руанской архиепархии по повелению короля Хильперика I был избран Мелантий.
В 584 году король Хильперик I скончался, и регентом при Хлотаре II, несовершеннолетнем сыне умершего монарха и Фредегонды, стал король Бургундии Гунтрамн. Несмотря на протесты Фредегонды, Претектстат получил по воле бургундского правителя свободу и смог снова возглавить Руанскую архиепархию «к всеобщей радости духовенства и народа». Мелантий же по приказу Гунтрамна был вынужден удалиться на виллу Водрёй. Здесь под надзором архиепископа Претекстата жили многие нейстрийские недоброжелатели бургундского правителя, включая и королеву Фредегонду. Находясь в ссылке, Мелантий вошёл в круг наиболее приближённых к бывшей нейстрийской королеве лиц. Вероятно, их сблизила ненависть к архиепископу Претекстату. Поэтому когда 25 февраля 586 года тот был убит в Руане во время воскресной мессы, современники посчитали ответственным за это преступление как Фредегонду, так и Мелантия. По свидетельству Григория Турского, прибывший в Руан для расследования обстоятельств убийства епископ Байё Леодовальд установил, что убийца архиепископа получил в качестве вознаграждения двести золотых монет: сто от королевы и по пятьдесят от Мелантия и руанского архидиакона. Однако благодаря Фредегонде убийца Претекстата так и не понёс наказания.
Гибель Претекстата, одного из главных сторонников короля Гунтрамна в Нейстрии, а затем и поражение, которое бургундское войско потерпело во время похода в вестготскую Септиманию, позволили Фредегонде освободиться от опеки правителя Бургундии. Вскоре бо́льшая часть нейстрийской знати признала своим властителем малолетнего Хлотаря II. Мелантий же в благодарность за верность, проявленную к новой правительнице Нейстрии, несмотря на недовольство короля Гунтамна, снова получил от Фредегонды Руанскую архиепархию.
Об управлении Мелантием Руанской архиепархией сохранилось очень мало сведений. Ордерик Виталий, приводя выдержки из какого-то более раннего источника, писал, что архиепископ был правосуден и добр к своей пастве.
Точная дата смерти Мелантия Руанского не известна. По свидетельству Ордерика Виталия, тот во второй раз возглавлял Руанскую архиепархию в течение двенадцати лет. Однако последнее упоминание о Мелантии в современных ему источниках датировано июнем 601 года. Тогда папа римский Григорий I Великий написал послание франкским епископам (одним из адресатов его был Мелантий), в котором просил иерархов Франкского государства оказать содействие четырём священникам, направлявшимся с христианизаторской миссией в Британию. Вероятно, Мелантий скончался вскоре после этого: в качестве возможных называются даты — 601 или 604 год. Архиепископ был похоронен в руанской церкви Святого Петра. Его останки находились здесь по крайней мере до IX века, но впоследствии во время частых нападений викингов на земли Нормандии они были утеряны. Преемником Мелантия на епископской кафедре Руана был Хидульф.
В средневековье Мелантий Руанский почитался как святой. Его культ был распространён не только во Франции, но и в Италии, куда он был завезён нормандцами во время завоевания ими южных областей Апеннинского полуострова. В средневековых мартирологах днями памяти Мелантия Руанского назывались 16 января и 22 октября. Однако в настоящее время он почитается только в первую из этих дат, а в октябре поминается другой руанский иерарх — первый местный епископ Меллон.